# 戴爱莲

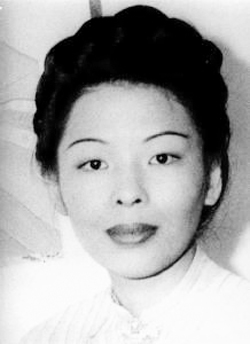
戴爱莲

戴爱莲（1916年5月10日—2006年2月9日），女，祖籍广东江門杜阮镇，生于西印度群岛的特立尼达，中国舞蹈家、编舞家和艺术教育家，舞蹈史学家，中国舞蹈家协会名誉主席，中国文联荣誉委员。舞蹈家江青撰有與她的對談錄《說愛蓮》。

## 生平
戴爱莲1930年14歲時赴英国伦敦，在安東·杜林的舞蹈教室及瑪麗·藍貝爾舞蹈學校（Mary Rambert）学习芭蕾舞和现代舞。此後随芭蕾舞大師瑪格麗特·克拉斯克學習。不久又進瑪麗·魏格曼的舞蹈工作室學習現代舞，在恩斯特和羅特伯克現代舞團工作和學習。1939年在英國參加柯特·尤斯的舞蹈學校，學習魯道夫·拉邦體系的舞蹈。在倫敦期間，她編了《波斯廣場》、《賣花女》、《傘舞》、《警醒》、《前進》等舞蹈。1940年回到香港，后转赴中国大陆。先后任教于重庆歌剧学校、育才学校、上海乐舞学院、北京师范大学。1946年后开始在中国介绍推广拉班舞谱。
中华人民共和国成立后，组建了中央戏剧学院舞蹈团，主持北京舞蹈学校和中央芭蕾舞团。
2005年12月26日，已89岁的戴爱莲在北京协和医院病房加入中国共产党，由时任中华人民共和国文化部党组书记、部长孫家正担任入党介绍人。2006年2月9日17时34分在北京病逝，告别仪式于2月17日在八宝山革命公墓第一告别室举行。

## 社会兼职
曾任第一、二、三届全国人大代表，第五届全国政协委员，第六、七、八届全国政协常委，民盟中央委员、常委，民盟中央参议委员会常委。

## 作品
- 舞蹈：《思乡曲》、《拾穗女》、《游击队员的故事》、《瑶人鼓舞》、《荷花舞》、《和平鸽》（舞剧）、《飞天》
- 参加整理的中国民族舞蹈: 《西藏舞》、《狮子舞》、《红绸舞》、《剑舞》
- 自传：《戴爱莲—我的艺术与生活》

## 家庭
- 第一任丈夫：叶浅予，画家，1950年离婚
- 第二任丈夫：丁宁，排练《和平鸽》时的舞蹈搭档，后离婚

## 脚注
1. ↑  . 北京晚报. 2006-02-11  [2025-04-07].
2. ↑  黄小驹. . 中国文化报. 2006-02-18: 001. CNKI CWHB200602180015.